# Schweizer Archiv für Neurologie und Psychiatrie
Das Schweizer Archiv für Neurologie und Psychiatrie (von 1959 bis 1984 Schweizer Archiv für Neurologie, Neurochirurgie und Psychiatrie) ist eine schweizerische medizinische Fachzeitschrift mit Peer-Review. Sie wurde 1917 von Constantin von Monakow gegründet.